# James Stuart-Wortley-Mackenzie
James Archibald Stuart-Wortley-Mackenzie, 1. baron Wharncliffe (ur. 6 października 1776, zm. 19 grudnia 1845) – brytyjski polityk, minister w rządach Roberta Peela.

## Życiorys
Był synem pułkownika Jamesa Stuarta-Wortleya-Mackenzie’ego (syna 3. hrabiego Bute) i Margaret Cunynghame, córki sir Davida Cunynghame'a, 3. baroneta. W 1790 r. rozpoczął służbę w 48 pułku piechoty. Rok później przeniósł się do 7 pułku. W 1793 r. uzyskał stopień kapitana 72 pułku piechoty. W 1797 został awansowany do stopnia podpułkownika. Pół roku później został pułkownikiem 12 pułku piechoty. W 1797 r. został przydzielony do Coldstream Guards, ale zrezygnował ze służby w 1801 r.
Od 1797 r. zasiadał w Izbie Gmin jako reprezentant okręgu Bossiney. W 1818 r. zmienił okręg na Yorkshire. Jego poparcie dla równouprawnienia katolików sprawiło, że przegrał wybory 1826 r. Szybko jednak otrzymał miejsce w Izbie Lordów jako 1. baron Wharncliffe. Początkowo był przeciwny reformie wyborczej, ale ostatecznie działał w Izbie Lordów na rzecz poparcia Great Reform Act. W latach 1834-1835 był lordem tajnej pieczęci w torysowskim rządzie Peela. W drugim rządzie Peela został w 1841 r. Lordem Przewodniczącym Rady. Zmarł podczas sprawowania urzędu w 1845 r.
W 1837 r. wydał pisma swojej przodkini, lady Mary Wortley Montagu.

## Życie prywatne
30 marca 1799 r. poślubił lady Elizabeth Crichton (1779–1856). James i Elizabeth mieli razem trzech synów i córkę:
- Caroline Jane Stuart-Wortley-Mackenzie (zm. 12 czerwca 1876), żona Johna Chetwynda-Talbota
- John Stuart-Wortley-Mackenzie (20 kwietnia 1801 – 22 października 1855), 2. baron Wharncliffe
- Charles Stuart-Wortley-Mackenzie (3 czerwca 1802 – 22 maja 1844)
- James Archibald Stuart-Wortley (3 lipca 1805 – 22 sierpnia 1881)